# Этуилл, Лайонел
Ла́йонел А́льфред Уи́льям Э́туилл (англ. Lionel Alfred William Atwill, 1 марта 1885 — 22 апреля 1946) — американский актёр английского происхождения, прославившийся исполнением главных и второстепенных ролей в классической серии фильмов ужасов студии Universal.

## Избранная фильмография
| Год  |   | Русское название                      | Оригинальное название                 | Роль                            |
| ---- | - | ------------------------------------- | ------------------------------------- | ------------------------------- |
| 1932 | ф | Доктор Икс                            | Doctor X                              | доктор Джерри «Икс» Ксавьер     |
| 1933 | ф | Тайна музея восковых фигур            | Mystery of the Wax Museum             | Иван Игорь                      |
| 1933 | ф | Песнь песней                          | The Song of Songs                     | барон фон Мерзбак               |
| 1935 | ф | Дьявол — это женщина                  | The Devil is a Woman                  | Дон Паскуаль Костелар           |
| 1935 | ф | Знак вампира                          | Mark of the Vampire                   | инспектор Нойман                |
| 1935 | ф | Убийство человека                     | The Murder Man                        | капитан Коул                    |
| 1935 | ф | Одиссея капитана Блада                | Captain Blood                         | полковник Бишоп                 |
| 1938 | ф | Большой вальс                         | The Great Waltz                       | граф Хоэнфрид                   |
| 1939 | ф | Сын Франкенштейна                     | Son of Frankenstein                   | инспектор Крог                  |
| 1939 | ф | Три мушкетера                         | The Three Musketeers                  | граф де Рошфор                  |
| 1939 | ф | Собака Баскервилей                    | The Hound of the Baskervilles         | доктор Джеймс Мортимер          |
| 1939 | ф | Балалайка                             | Balalaika                             | профессор Павел Мараков         |
| 1940 | ф | Джонни Аполлон                        | Johnny Apollo                         | Джим Маклафлин                  |
| 1940 | ф | Смертельный круиз Чарли Чана          | Charlie Chan's Murder Cruise          | доктор Судерманн                |
| 1942 | ф | Быть или не быть                      | To Be or Not to Be                    | Равич                           |
| 1942 | ф | Призрак Франкенштейна                 | The Ghost of Frankenstein             | доктор Теодор Бомер             |
| 1942 | ф | Шерлок Холмс и секретное оружие       | Sherlock Holmes and the Secret Weapon | профессор Мориарти              |
| 1943 | ф | Франкенштейн встречает человека-волка | Frankenstein Meets the Wolf Man       | мэр                             |
| 1944 | с | Капитан Америка                       | Captain America                       | доктор Сайрус Малдор / Скарабей |
| 1944 | ф | Дом Франкенштейна                     | House of Frankenstein                 | инспектор Арнз                  |
| 1945 | ф | Дом Дракулы                           | House of Dracula                      | инспектор Холтс                 |